# Diplopterygium giganteum
Diplopterygium giganteum là một loài dương xỉ trong họ Gleicheniaceae. Loài này được Wall. ex Hook. Nakai mô tả khoa học đầu tiên năm 1950.